# Милан Плесничар
Милан И. Плесничар (Крагујевац, 7. јун 1882 – Коесфелд, 10. мај 1969) био је српски и југословенски официр словеначког порекла, дивизијски генерал Југословенске војске, учесник Балканских ратова, Првог светског и Априлског рата, носилац Карађорђеве звезде са мачевима, Ордена Белог орла, Југословенске круне, Албанске споменице, руског Ордена Свете Ане и бугарског Ордена Светог Александра.

## Биографија

### Порекло и образовање
Рођен је 7. јуна 1882. године у Крагујевцу. Отац Иван Плесничар, Словенца из Солкана, дошао је 1867. године у Кнежевину Србију и био добровољац у Српско-турским ратовима, а мајка Јелена Сборил била је из Панчева. Поред Милана, имали су још 4 деце: Драгутина, Јелисавету, Милицу и Александра. Породица се, као и Милан, национално изјашњавала као Југословен-Србин источне (православне) вере.
Милан је од 1898. до 1900. године похађао XXXI класу Ниже школе Војне академије, а потом од 1903. до 1905. године и XIII класу Више школе Војне академије у Београду.

### Балкански ратови
У Првом балканском рату, Плесничар је као капетан прве класе и командир чете 14. пешадијског пука првог позива учествовао у маршу преко Ћустендила, борбама на Султан Тепеу и Кумановској бици. Други балкански рат је провео као командант 4. батаљона 14. пешадијског пука првог позива и рањен је у обе ноге код села Јаловик, после чега је пребачен у болницу у Нишу. Тада је одликован Карађорђевом звездом са мачевима V реда.

### Први светски рат
Први светски рат затекао је Плесничара као команданта 3. батаљона 12. пешадијског пука другог позива при Ужичкој војсци. Са својим батаљоном је 1914. године у бици на Дрини стигао до Вишеграда и био у резерви код Хан Пијеска. Борио се са Црногорском војском на Романији, за шта је поново одликован Карађорђевом звездом са мачевима IV реда, али му је орден уручен тек крајем наредне године у Урошевцу.
У Колубарској бици се борио на Маљену и са батаљоном отишао до Рогатице.
Током офанзиве на Србију 1915. године, погинуо му је старији брат коњички мајор Александар Плесничар. Посла повлачења преко Албаније је на Крфу постављен за команданта батаљона у 20. пешадијском пуку, а касније у 13. пешадијском пуку Тимочке дивизије.
Учествовао је у пробоју Солунског фронта, а у Рашки је оболео од шпанске грознице. У новембру 1918. године је стигао у Сплит, где су мештани са одушевљењем дочекали српску војску, која је потом учествовала у запоседању острва. Учествовао је у краћој бици против Италијана код Книна и Трогира, али без губитака.

### Међуратни период
У чин бригадног генерала унапређен је 1. децембра 1925. године, а у чин дивизијског генерала 17. децембра 1930. године.

### Други светски рат
Други светски рат га је затекао на месту помоћника команданта V армијске области. Повлачио се из Ниша до Рогатице, кад је заробљен и одведен у заробљенички логор Oflag VI C у Еверсбургу код Оснабрика.
Након рата остаје да живи у емиграцији. Умро је 10. маја 1969. године у Коесфелду. Сахрањен је у крипти цркве Светог Ђорђа у Оснабрику.

## Приватан живот
У браку са Маром Чех из Књажевца имао је синове Александра, Драгутина и Ивана, као и кћерку Оливеру. Супруга му је преминула 1946. године и сахрањена је у породичној гробници у Београду.
Син Александар је умро у детињству. Драгутин је преминуо 1943. године од туберкулозе. Најмлађи син Иван је био поручник бојног брода Краљевске југословенске ратне морнарице. У Другом светском рату је био активно укључен у рад Југословенске војске у отаџбини. Октобра 1944. године се успешно пребацује у Италију, а затим у Египат, где постаје капетан француског танкера и лучки пилот. Радио је и у Мароку. Преминуо је 1964. године, неожењен и без деце.